# Klášter Nový Dvůr
Klášter Matky Boží v Novém Dvoře, oficiálně Opatství Nový Dvůr se nachází  na katastru obce Dobrá Voda č. 20, asi 1 km východně od  u Toužimi, 8 km východně od tepelského kláštera. Objekt byl původně barokní zemědělskou usedlostí. Zdevastovaný bývalý zemědělský dvůr kláštera v Teplé v roce 1999 zakoupili příslušníci řádu trapistů (Řád cisterciáků přísné observance) původem z opatství Sept Fons ve Francii. Po dvaceti letech v nově vybudovaném klášteře žilo asi 25 mnichů.

## Dějiny
Novodvorský klášter byl založen 20. srpna 2002, 14. září 2007 byl povýšen na převorství a v září 2011 bylo rozhodnuto o jeho povýšení na opatství; volba prvního opata se uskutečnila 8. prosince 2011, zvolen byl dosavadní převor Dom Samuel.
Původně zemědělský barokní statek, vystavěný podle návrhu Kiliána Ignáce Dientzenhofera, či jeho žáků, který dříve patřil premonstrátům z Teplé, byl vytipován v roce 1996 již v podobě ruiny a dílem zrekonstruován trapisty, kteří do Čech přišli z mateřského opatství Sept Fons ve Francii.  Za otce zakladatele je označován tamní opat Dom Patrik, vlastním jménem Patrick Olive (*1947),  který se nedávno stal  opatem emeritním. Zásluhy o komunitu jsou přičítány také novicmistrovi Mikuláši.
Stavební práce započaly v květnu 2000. Dvůr na půdorysu čtverce se podařilo zachránit při rekonstrukci jen částečně, dochovala se západní rezidenční část, zbývající tři křídla byla nahrazena novostavbami, které respektují původní půdorys čtverce o vnější hraně 70 metrů. Dominantou kláštera, jehož rekonstrukci řídil Jan Soukup, se stal moderní minimalistický kostel, jehož část presbyteria ze čtverce vystupuje. Postaven byl dle návrhu britského architekta Johna Pawsona. Klášterní kostel byl benedikován 2. září 2004 plzeňským biskupem Mons. Františkem Radkovským. V klášteře se také nachází samostatně stojící dům pro hosty vzniklý adaptací původního ovčína v roce 2009. Roku 2015 byla dokončena novostavba výrobny hořčice. Při domě pro hosty byla vysvěcena nová kaple.

## Ocenění stavby
Stavba získala následující ocenění:
- Cena Klubu Za starou Prahu 2005
- Stavba Karlovarského kraje 2005
- 3. místo Wienerberger Brick Award 2006
- FRATE SOLE AWARD 2008 - 1. místo udělené Fondazione Frate Sole Premio Internazionale di Architettura Sacra
- Finalista, Česká cena za architekturu, 2016

## Denní řád vklášteře
Den v klášteře začíná ve 3.00 ráno. Ve 3.15 je první společná chórová modlitba – tzv. matutinum. Poté půl hodina osobní modlitby. Čas od pěti do čtvrt na sedm vyplňuje lectio divina – duchovní četba, někteří z mnichů si jdou ještě lehnout, v 6.15 pak následuje kapitula, kde se předčítá a vykládá řehole sv. Benedikta. V 6.30 následuje vrchol dne – mše svatá s ranními chválami. Od osmi do 9.15 následuje duchovní četba nebo odpočinek. Někteří mniši začínají již pracovat. V 9.00 se mniši modlí dopolední oficium, tzv. tercii, po tercii mniši odcházejí pracovat.
Polední oficium je ve 12.00, následuje oběd a odpočinek, modlitba nebo četba. Ve 14.00 se pokračuje modlitbou odpoledního oficia, tzv. nóny. Po nóně se mniši rozcházejí konat manuální práci, která je důležitou protiváhou modlitby.
V 17.30 komunita koná modlitbu nešpor, půl hodiny před nešporami je vyhrazeno pro osobní modlitbu. Na nešpory navazuje opět chvíle osobní modlitby a večeře. V 19.10 se pokračuje společným čtením a v 19.30 kompletářem s antifonou Salve Regina. Ve 20.00 představený požehná komunitě a nastává čas večerního odpočinku.
Pracovní činnost mnichů i laiků se skládá z prací venku: v lese, na louce, v sadu a na zahradě, chovají ovce, pěstují zeleninu, byliny a ovoce. Další činnosti probíhají v dílnách: je to výroba přírodní kosmetiky, řemeslná výroba hořčice podle francouzské receptury (moutarde a l'ancienne), výroba džemů, ovocných rosolů a cereálií, jejich přímý i zásilkový prodej.

## Vedení kláštera

### Opat
- Dom Samuel (od roku 2011)

### Převor
- Dom Samuel (2007-2011)
- bratr Maria Lev (2021- )